# 파우스트 (문예지)
《파우스트》(일본어: ファウスト)는 일본의 출판사인 고단샤에서 펴낸 문예지로, 중화민국과 대한민국, 미국에서도 각각 현지어판이 출간되고 있거나 출간이 예정되어 있다.

## 개요
고단샤가 마련한 새로운 잡지에 대한 사내 공모 중 가장 높은 평가를 받아 시작한 기획으로, 기획을 제안한 오타 카츠시(太田克史)가 편집장까지 겸했다. 오타 카츠시는 공모에서 ‘나홀로 편집부’를 제안했는데, 이는 작품이나 편집에 대한 방침을 지면에 충실히 반영하기 위해 편집자를 한 명만 두는 것으로 전례가 없는 편집체제이기에 다소 논란이 있었으나 제안자 본인의 열의에 이 편집체제로 간행되었다.
책의 내용은 신작 단편 소설을 중심으로 인터뷰·에세이·비평·만화 등으로 이루어져 있다.
일본어판에는 주로 메피스토 상 수상 작가의 작품이 많지만 그 외에도 고단샤 외 출판사에서 작품을 발표하던 작가나 비주얼 노벨 작가의 작품도 실린다. 라이트 노벨의 성격을 띤 작품이 많으며, 《파우스트》에 실리는 작품은 ‘신전기(新伝綺)’라는 말로 수식된다. 한국어판에는 과학 소설이나 공포 소설 등 라이트 노벨 외의 장르 소설 성향을 가진 작가의 작품도 싣고 있다.
창간 당시부터 비평 면에서 아즈마 히로키, 가사이 기요시, 사이토 타마키를 기용해 《파우스트》의 작가는 같은 장르의 다른 작가에 비해 비평이 많다. 창간호에는 오오츠카 에이지의 비평도 게재될 예정이었지만, 오오츠카 에이지의 비평이 마이조 오타로에 대한 호의적인 비평이 지나치게 많은 상황을 비판한 내용이었기 때문에 《파우스트》에 실리지 못했다(후에 《와세다 문학(早稲田文学)》 2004년 1월호에 〈세계가 만약, 마이조 오타로같은 마을이라면.(世界がもし、舞城王太郎な村だったら。)〉이라는 제목으로 게재).
또한 해외에 대한 관심도 많아, 한국어, 중국어, 영어판 간행 전부터도 일본어판 2호에 톰 존스(en), 7호에 궈징밍(zh)의 소설이, 6호 Side B와 별책 《코믹 파우스트(コミックファウスト)(ja)》에 선정우의 칼럼을 싣고 있다.
“싸우는 일러스토리 노벨스 매거진(闘うイラストーリー・ノベルスマガジン)”라는 캐치프레이즈대로 소설에는 일러스트 뿐만 아니라 짧은 만화가 붙는 경우도 있으며, 소설이나 기획마다 각각 다른 글꼴을 사용하는 등 시각적인 면도 중시하고 있다. 일본어판의 경우 모든 조판 과정에 Adobe InDesign 프로그램이 사용되고 있다. 또 일본어판은 고단샤 노벨스와 같은 105×173mm 판형을 채택하고 있으며, 한국어판의 경우 그보다 조금 더 큰 120×186mm 판형을 채택하고 있다.
부정기 간행물로 시작해 일본어판은 2004년 3호부터 한 해에 3회 정기 간행하기로 천명해 2004년에는 2호~4호, 2005년에는 5호~6호 Side A·B가 발행되었다. 2006년에는 2권의 본책과 2권의 별책이 발행되기로 했지만 별책 《코믹 파우스트》 1권 외에 발행된 책은 없었다. 2007년 여름 7호의 발행이 예고되었다. 한국어판은 아직 정기적으로 간행되지 않고 있다.
2004년 중화민국과 대한민국에서 라이선스 출판 계획이 잡혀 2006년부터 중화민국의 첨단출판(尖端出版)과 대한민국의 학산문화사에서도 《파우스트》를 간행했다. 이들 현지어판에는 일본어판의 내용 일부와 현지어판만의 독자적인 작품 및 기획이 담겨 있다. 한국어판의 캐치프레이즈는 “젊은 감성 일러스토리 소설 무크”이다. 2007년에는 미국판 간행이 결정되었다.
《파우스트》에 기고한 작가들의 소설은 종래에는 ‘고단샤 노벨스’를 통해 단행본으로 출간됐지만 2006년 오타 카츠시가 해외문예출판부로 이동해 소수체제의 ‘고단샤 BOX’를 시작해 편집장을 맡은 이후 주로 고단샤 BOX에서 단행본을 출간하고 있다. 대한민국에서는 ‘파우스트 노벨즈’를 통하여 단행본을 출간하고 있다.

## 책 정보
- Vol.1(2006년 봄호)[깨진 링크(과거 내용 찾기)] : 2006년 4월 25일 출간. 9500원. ISBN 895298241X
  - 표지 일러스트 take
  - 특집기획 창간특집 좌담회: 《파우스트》가 꿈꾸는 새로운 문화 커뮤니케이션
- Vol.2(2006년 가을호)[깨진 링크(과거 내용 찾기)] : 2006년 8월 25일 출간. 10500원. ISBN 8952988248
  - 표지 일러스트 take
  - 특집기획 1. 나스 기노코 한국 최초 파워 인터뷰
  - 특집기획 2. 타키모토 타츠히코의 〈서울의 추억〉
- Vol.3(2007년 겨울호)[깨진 링크(과거 내용 찾기)] : 2007년 1월 25일 출간. 12000원. ISBN 8952992148
  - 표지 일러스트 니시무라 키누
  - 특집기획 1. 최신! 참신! 니시오 이신!
  - 특집기획 2. 한국작가의 힘!
  - 특집기획 3. 미스터리를 말한다!
- Vol.4(2007년 여름호)[깨진 링크(과거 내용 찾기)] : 2007년 6월 20일 출간. 12000원. ISBN 9788952992154
  - 표지 일러스트 니시무라 키누
  - 특집기획 1. 문예합숙! Live at FAUST!
  - 특집기획 2. 공포 르네상스!
  - 특집기획 3. 미스터리 프런트라인
- Vol.5(2008년 봄호)[깨진 링크(과거 내용 찾기)] : 2008년 4월 25일 출간. 12000원. ISBN 9788952992161
  - 표지 일러스트 우에다 하지메
  - 특집기획 1. 집중조명, 카도노 코헤이!
  - 특집기획 2. 노벨 게임의 선두주자!

## 참여 작가(가나다순)
| - 가사이 기요시 - 강병융 - 김미리 - 김양수 - 김종일 - 나스 기노코 - 니시오 이신 - 듀나 - 마이조 오타로 소설, 일러스트레이션, 만화를 직접 제작함 - 모리카와 카이치로 - 모토나가 마사키 - 사이토 타마키 - 사토 유야 - 선정우 - 세이료인 류스이 - 아즈마 히로키 - 오츠이치 - 와타나베 코지 - 유즈하라 토시유키 - 이선웅 - 이이노 켄지 - 이종호 - 장은호 - 키타야마 타케쿠니 - 타키모토 타츠히코 - 하야미네 카오루 - 한동진 | - 고진호 - 김수진 - 니시무라 키누(of CAPCOM) - 니시지마 다이스케 - 다케우치 다카시 - 박성우 - 박형동 - 사사이 이코 - 석정현 - 소에지마 시게노리(of ATLUS) - 스기무라 신이치 - 오로 - 오바타 타케시 - 윤재호 - 이상은 - 이유정 - 코바야시 키세이 - 코야마 히로카즈 - 키토 모히로 - 타케(take) - 하시이 치즈 - 405 - BARY - D.K - KEI.E.H - TAGRO - Tiv - toi8 |

## 파우스트 소설상
파우스트 소설상은 파우스트 편집부가 주관하는 문학상으로, 1980년 이후 출생자만 응모할 수 있는 일본의 파우스트상과 달리 응모 자격을 제한하지는 않는다.
응모작에 대한 심사평은 책에서만 볼 수 있다.
- 제1회(파우스트 vol.3 발표) : 당선작 없음(우수상 : 이선웅, 〈호질〉)
- 제2회(파우스트 vol.4 발표) : 3회와 함께 발표
- 제3회(파우스트 vol.5 발표) : 당선작 없음
- 제4회(파우스트 vol.6 발표 예정)

## 파우스트계
『파우스트』지에는 “세카이계와 미스터리와 현대판타지가 융화된 작품”이 많이 실렸기 때문에, 이와 같은 성격을 가진 소설을 파우스트계(ファウスト系)라고 부르기도 한다. 청춘의 마음의 정체(停滞)를 괴기 등 일상으로부터 벗어난 사건과 함께 전개함으로써, 자신의 존재의의나 마음가짐의 자세 등과 같은 자아탐색을 확대시켜 자기 내면과 세계를 연결하는 구조가 특징이다. 대표적인 파우스트계 작가로는 니시오 이신, 마이조 오타로, 사토 유야 등이 있다.
또한, 『파우스트』 통권 제3호에서는 “전기(伝奇) 작품의 흐름이 이 곳에 와서 새로운 문학 스테이지에 도달했다”는 의미에서 나스 키노코, 하라다 우다루, 모토나가 마사키의 작품을 신전기(新伝綺)라고 지칭했다. 이후 통권 제6권에서 재차 나스 키노코, 용기사07, 니시키 메가네의 작품이 “신전기”로 규정되었다. 이러한 장르명은 『파우스트』지 특유의 것으로, 타사의 작품이 신전기라고 불리는 경우는 드물다. 『파우스트』의 “신전기”작품은 90년대-00년대에 활약한 비주얼노벨 시나리오라이터 작품에 한정되었고, 통권 제6호 이후로는 거의 나스 키노코 전용 표현으로 사용되고 있다. 그래서인지 toi8과 유즈하라 토시유키의 『공상동경백경』이 단행본 수록되었을 때는 “신전기”가 아닌 “전기(伝綺)”라고 서술되었다.

## 같이 보기
- 최전선 (편집장: 오타 카츠시)